# Promozione Lazio 1986-1987
Nella stagione 1986-1987 la Promozione era sesto livello del calcio italiano (il massimo livello regionale). Qui vi sono le statistiche relative al campionato in Lazio.
Il campionato è strutturato in vari gironi all'italiana su base regionale, gestiti dai Comitati Regionali di competenza. Promozioni alla categoria superiore e retrocessioni in quella inferiore non erano sempre omogenee; erano quantificate all'inizio del campionato dal Comitato Regionale secondo le direttive stabilite dalla Lega Nazionale Dilettanti, ma flessibili, in relazione al numero delle società retrocesse dal Campionato Interregionale e perciò, a seconda delle varie situazioni regionali, la fine del campionato poteva avere degli spareggi sia di promozione che di retrocessione.

## Girone A

### Classifica finale
|  | Pos. | Squadra                                        | Pt | G  | V  | N  | P  | GF | GS | DR  |
|  | ---- | ---------------------------------------------- | -- | -- | -- | -- | -- | -- | -- | --- |
|  | 1.   | U.S. Passo Corese, Passo Corese                | 40 | 30 | 14 | 12 | 4  | 28 | 14 | +14 |
|  | 2.   | OMI Roma                                       | 38 | 30 | 15 | 8  | 7  | 42 | 24 | +18 |
|  | 3.   | Acilia                                         | 36 | 30 | 12 | 12 | 6  | 30 | 19 | +11 |
|  | 4.   | Monterotondo                                   | 36 | 30 | 12 | 12 | 6  | 36 | 34 | +2  |
|  | 5.   | Ladispoli                                      | 33 | 30 | 10 | 13 | 7  | 37 | 23 | +14 |
|  | 6.   | Viterbese                                      | 33 | 30 | 14 | 5  | 11 | 36 | 29 | +7  |
|  | 7.   | G.S. Montespaccato, Montespaccato              | 32 | 30 | 13 | 6  | 11 | 29 | 27 | +2  |
|  | 8.   | Fiumicino (-3)                                 | 31 | 30 | 13 | 8  | 9  | 30 | 22 | +8  |
|  | 9.   | Rieti (-1)                                     | 31 | 30 | 12 | 8  | 10 | 25 | 21 | +4  |
|  | 10.  | Pomezia                                        | 30 | 30 | 8  | 14 | 8  | 31 | 36 | -5  |
|  | 11.  | Pol. Villalba Ocres Moca, Villalba di Guidonia | 26 | 30 | 6  | 14 | 10 | 24 | 28 | -4  |
|  | 12.  | Casalotti                                      | 25 | 30 | 6  | 13 | 11 | 18 | 21 | -3  |
|  | 13.  | U.S. Etruria Marta, Marta                      | 25 | 30 | 8  | 9  | 13 | 25 | 37 | -12 |
|  | 14.  | Romulea                                        | 21 | 30 | 4  | 13 | 13 | 18 | 32 | -14 |
|  | 15.  | A.S. Labaro Prima Porta, Roma                  | 21 | 30 | 4  | 13 | 13 | 22 | 41 | -19 |
|  | 16.  | A.S. Anguillara, Anguillara Sabazia            | 18 | 30 | 4  | 10 | 16 | 30 | 53 | -23 |

## Girone B

### Classifica finale
|  | Pos. | Squadra                                     | Pt | G  | V  | N  | P  | GF | GS | DR  |
|  | ---- | ------------------------------------------- | -- | -- | -- | -- | -- | -- | -- | --- |
|  | 1.   | Isola Liri                                  | 41 | 30 | 15 | 11 | 4  | 30 | 15 | +15 |
|  | 2.   | Gaeta                                       | 37 | 30 | 14 | 9  | 7  | 29 | 17 | +12 |
|  | 3.   | Cassino (-6)                                | 34 | 30 | 14 | 12 | 4  | 32 | 15 | +17 |
|  | 4.   | A.S. Valmontone, Valmontone                 | 34 | 30 | 9  | 16 | 5  | 27 | 18 | +9  |
|  | 5.   | G.S. Montecompatri, Monte Compatri          | 31 | 30 | 10 | 11 | 9  | 29 | 31 | -2  |
|  | 6.   | VJS Velletri                                | 30 | 30 | 7  | 16 | 7  | 19 | 21 | -2  |
|  | 7.   | Nettuno                                     | 30 | 30 | 10 | 10 | 10 | 25 | 32 | -7  |
|  | 8.   | S.S. San Giorgio a Liri, San Giorgio a Liri | 29 | 30 | 11 | 7  | 12 | 28 | 23 | +5  |
|  | 9.   | Terracina                                   | 29 | 30 | 10 | 9  | 11 | 28 | 26 | +2  |
|  | 10.  | Zagarolo                                    | 29 | 30 | 9  | 11 | 10 | 29 | 31 | -2  |
|  | 11.  | U.S. Pavona Defendi, Pavona di Albano       | 29 | 30 | 8  | 13 | 9  | 19 | 23 | -4  |
|  | 12.  | Palestrina                                  | 28 | 30 | 9  | 10 | 11 | 32 | 35 | -3  |
|  | 13.  | Anziolavinio                                | 28 | 30 | 7  | 14 | 9  | 25 | 27 | -2  |
|  | 14.  | Anzio                                       | 27 | 30 | 8  | 11 | 11 | 22 | 23 | -1  |
|  | 15.  | Colleferro                                  | 26 | 30 | 8  | 10 | 12 | 22 | 26 | -4  |
|  | 16.  | S.S. Minturno, Minturno                     | 12 | 30 | 2  | 8  | 20 | 6  | 49 | -43 |

- Anzio retrocesso poi ripescato.